# Constellation Records
Constellation Records is een onafhankelijk platenlabel dat in 1997 werd opgericht door Ian Ilavsky en Don Wilkie in Montreal, Quebec, Canada.
Constellation beschouwt zichzelf als een antikapitalistisch en andersglobalistisch platenlabel en is bekend als uitgever van muziek van bands in het alternatieve circuit. Muzikanten van Constellation beslaan verschillende genres waaronder experimentele muziek, instrumentale muziek, alternatieve rock en indierock. Ook wordt veel muziek onder de noemer post-rock geschaard, hoewel die term door het label zelf verworpen wordt.

## Artiesten
Bekendere artiesten die bij Constellation Records hun platen uitbrengen zijn de Canadese rockbands Godspeed You! Black Emperor, A Silver Mt. Zion, Do Make Say Think en Ought. Ook Clues, het Britse Tindersticks, singer-songwriter Vic Chesnutt en saxofonist Colin Stetson brachten (een deel van) hun platen uit bij Constellation.